# Семенюк, Александр Дмитриевич
Александр Дмитриевич Семенюк (укр. Олександр Дмитрович Семенюк; 20 февраля 1987, Черновцы, УССР, СССР) — украинский футболист, нападающий. Большую часть карьеры провёл в черновицкой «Буковине», где является одним из рекордсменов по количеству забитых голов в украинский период.

## Биография
Воспитанник футбольной школы «Буковина» (Черновцы). Первые шаги на профессиональном уровне делал в донецком «Шахтёре» за третью и вторую команды. Большую часть своей карьеры провел в различных клубах первой и второй лиг украинского футбола. В частности, в таких клубах как «Буковина» (Черновцы), «Нива» (Тернополь) и «Энергетик» (Бурштын). В каждом из этих клубов становился лучшим бомбардиром команды. Выступал за киевскую «Оболонь» и её фарм-клуб. В 2015 году играл в канадской команде «Торонто Атомик» из города Торонто.

## Достижения
Командные
- Победитель Второй лиги Украины: 2009/10 (1-я ч. с.)
- Серебряный призёр Второй лиги Украины: 2007/08 (1-я ч. с.)

## Статистика
| Соревнования                 | Матчи | Количество забитых мячей |
| ---------------------------- | ----- | ------------------------ |
| Первая лига Украины          | 133   | 33                       |
| Кубок Украины                | 11    | 3                        |
| Вторая лига Украины          | 148   | 47                       |
| Канадская футбольная лига    | 21    | 10                       |
| Молодёжный чемпионат Украины | 4     | 0                        |
| Всего за карьеру             | 317   | 93                       |